# Pfarrhaus (Machtlfing)

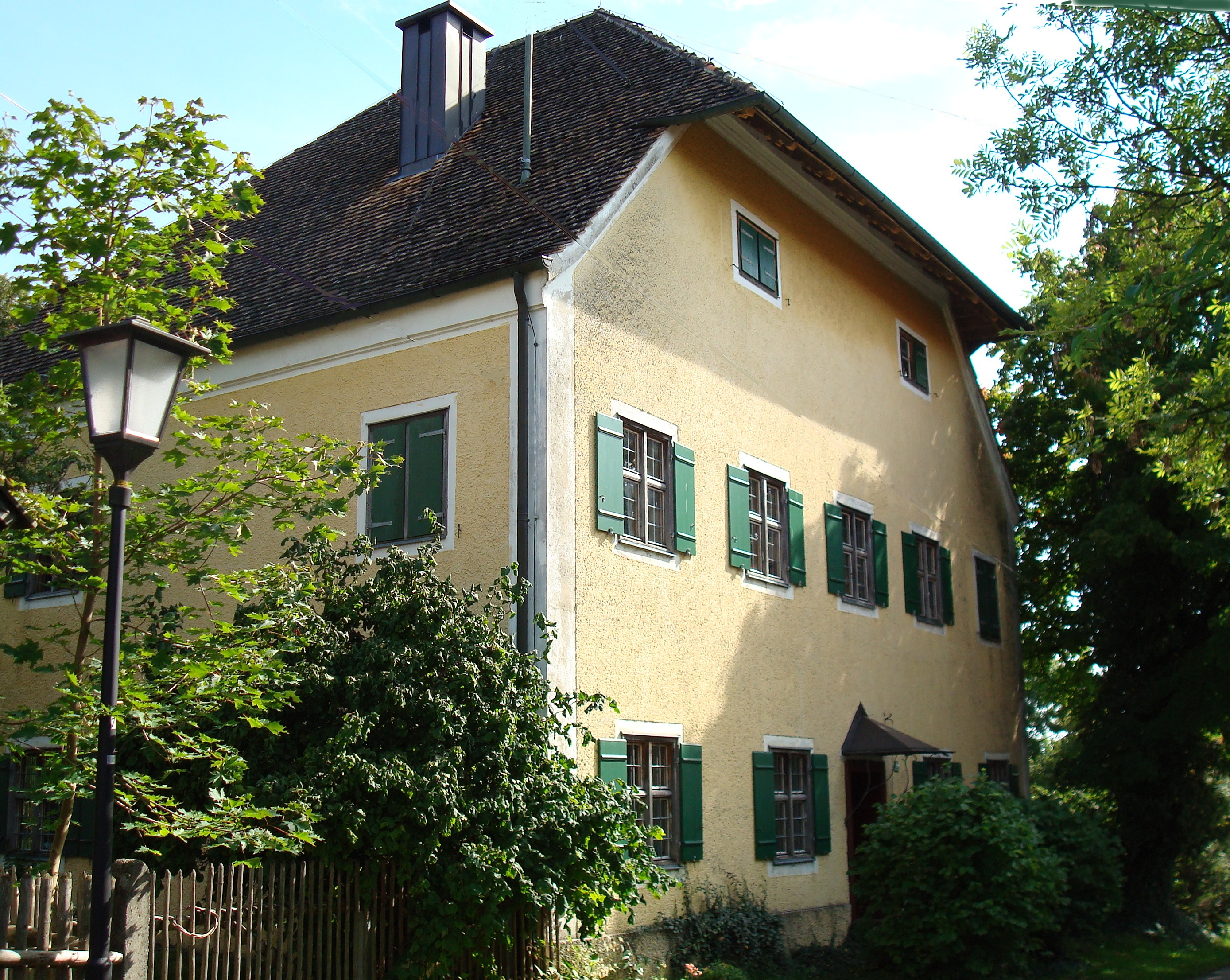
Ehemaliges Pfarrhaus in Machtlfing

Das katholische Pfarrhaus in Machtlfing, einem Gemeindeteil von Andechs im oberbayerischen Landkreis Starnberg, wurde nach dem Brand des Vorgängerbaus im Jahr 1774 wiedererrichtet. Das ehemalige Pfarrhaus am Kirchenweg 4 ist ein geschütztes Baudenkmal.
Der zweigeschossige Massivhaus mit Halbwalmdach hat vier zu fünf Fensterachsen. Die Räume werden durch einen Mittelgang erschlossen.
Das Haus besitzt noch einige ursprüngliche Details wie Türen und Balkendecken.